# Павлиново (Барановичский район)
Павли́ново (бел. Паўлінава) — деревня Барановичского района Брестской области Белоруссии. Расположена в Леснянском сельсовете. 
Находится в 20 километрах от районного центра.

## Месторасположение
Деревня Павлиново расположена в 20 километрах к юго-западу от города Барановичи. Рядом проходит трасса Москва-Брест (М1). В 10 километрах от железнодорожная станция Лесная на линии Барановичи-Брест.
Посреди хвойно-лиственного леса находится Дворцово-парковый комплекс Бохвицев, возведение которого завершилось в 1906 году. На сегодняшний день сохранились здание конюшни, ледник, коровник и хозяйственные постройки усадьбы. Безвозвратно утрачены брама, водяная мельница, смолокурня и небольшая усадьба Нерочь, которая была расположена по соседству посреди леса.
Неподалёку расположено водохранилище Павлиново, созданное ещё паном Бохвицем на реке Кочерыжка (бел. Качарыжка). В окрестностях водохранилища находятся санаторий «Чаборок» и детские оздоровительные лагеря «Строитель» (Стройтрест), «Радуга» (до 2007 года находился в ведении Барановичского мясоконсервного комбината) и «Журавушка» (коммунального унитарного предприятия по оказанию услуг «Санаторий Чаборок»).

## История
Павлиново было во владении Новицких вплоть до 1897 года, когда Ян Оттон Бохвиц приобрёл его. В новом имении, у истоков реки Кочеришки, среди леса Ян построил сначала хозяйственные здания, потом высадил сад и планировал создание парка. В 1906 году заложил усадебный дом, строительство которого велось, как отмечается в одном из писем, «американским» темпом за полгода вместе с винокурней и некоторыми хозяйственными зданиями. Новую усадьбу он назвал в честь матери Павлиново. В 1911 году земельные угодья имений Яна (Павлиново, Кочеришки и Флорианово) составляли 758 десятин. После 1915 года владения отошли сыну Тадеушу Оттону, а в 1930 году — внуку Яну Отгону. Последним владельцем был Флориан Бохвиц.
В период 1941—1944 годов деревня оккупирована немецкими войсками. На фронте погиб один односельчанин.

## Инфраструктура
Инфраструктура населённого пункта складывается из небольшого магазинчика, почтового отделения «Белпочта» и ФАПа, расположенных в бывших зданиях панской усадьбы.

## Население
| Численность населения (по переписи) | Численность населения (по переписи) | Численность населения (по переписи) | Численность населения (по переписи) | Численность населения (по переписи) |
| 1921                                | 1959                                | 1999                                | 2009                                | 2019                                |
| ----------------------------------- | ----------------------------------- | ----------------------------------- | ----------------------------------- | ----------------------------------- |
| 36                                  | ↗236                                | ↗265                                | ↘219                                | ↘191                                |

## Достопримечательности
- Дворцово-парковый ансамбль Бохвицев (1906 год).